# ديفيد ستيفنسون (عسكري)
ديفيد ستيفنسون (بالإنجليزية: Hugh David Stevenson)‏ هو عسكري أسترالي، ولد في 24 أغسطس 1918 في وادي فورتيتيود (كوينزلاند) في أستراليا، وتوفي في 26 أكتوبر 1998 في كانبرا في أستراليا.